# Exetastes kenagai
Exetastes kenagai är en stekelart som beskrevs av Henry Keith Townes, Jr. 1978. Exetastes kenagai ingår i släktet Exetastes och familjen brokparasitsteklar. Inga underarter finns listade i Catalogue of Life.